# Teyá
Teyá (en catalán y oficialmente Teià) es un municipio de la comarca del Maresme, provincia de Barcelona, Cataluña, España, situado en la vertiente de la sierra de Marina que limita con Masnou, Alella y Premiá de Dalt. 
Históricamente, ha sido un tradicional lugar de veraneo y, en las últimas décadas, ha crecido considerablemente al absorber población procedente de Barcelona.

## Emplazamiento
El municipio de Teyá está situado a ambos lados de la riera de Teyá, en el centro de un pequeño valle, a los pies de la sierra Litoral. Queda separado de Premiá de Dalt por los pequeños montículos de Salve Regina y Lledó. En su zona agrícola los cultivos de secano (cereales y viña) dominan sobre los de regadío (patatas, hortalizas, flores). Después de las plagas de la filoxera, la viña original desapareció y fue sustituida por cepas americanas. A finales del siglo XX ya quedaban pocos campos de cultivo. La ofensiva inmobiliaria fue urbanizando zonas como la Molassa, Vallvellida, la Vinya o Sant Berger.

## Historia
Los restos arqueológicos encontrados en el yacimiento de Vallmora parecen confirmar que, en tiempos de los romanos, Teyá fue uno de los centros principales de producción vitivinícola de los alrededores de la Barcino romana.
El documento más antiguo en el que se menciona a Teyá, está fechado en 958,  se trata de la venta de una viña en el que aparece el topónimo Vila Taliano.  Este documento es clave en la teoría del origen romano del nombre de Teyá que sostiene que, a partir del gentilicio Talius o Talianum, se evolucionó hacia formas como Taliano, Tayano Taya o Teyá y Taiá y, en catalán y oficialmente, Teià.
La mención más antigua de la parroquia de Teyá se encuentra en el Archivo de la Catedral de Barcelona. Se trata del testamento del conde Mir, fechado en 965, en el que los arrendatarios del conde ceden a la Santa Cruz de la Sede de Barcelona, las parroquias de Premiliano (Premiá) y Taliano (Teyá) con sus diezmos y primicias, otras iglesias, masías, alodios, etc. En el Archivo Diocesano se encuentran unas notas de 1173 y 1174, que se refieren a la parroquia de Teyá, advirtiendo que no se sabe cuándo fue construida, pero que no hay duda que es una de las más antiguas. El actual templo parroquial, de estilo gótico-renacentista, fue construido en 1574 por el maestro de obras Antoni Mateu. Curiosamente, en el contrato de construcción se estipula que la obra tenía que tener la forma y proporciones de la iglesia del Convento de los Ángeles de Barcelona.
Otro punto del contrato hace referencia a la construcción de un retablo de madera con cuatro cuadros del pintor Lluís Gaudín, que hicieran referencia a la vida de San Martín. Desgraciadamente, en el transcurso de la Guerra civil, en 1936, el retablo y el órgano instalado posteriormente fueron destruidos, sólo se salvaron los cuadros y figuras de piedra que soportaban el retablo.
En 1283 las casas y tierras de Teyá estaban bajo el dominio feudal de los señores del Castillo de Burriac. Más tarde, en 1362, Pedro IV el Ceremonioso arrebató a Pere Desbosc, señor del Castillo de Vilasar, el dominio sobre el término de Teyá, pero los teyanenses agrupados en universidad y amparándose en el derecho de fadiga (cierto derecho antiguo de tanteo y retracto relativo a la enfiteusis) compraron su libertad feudal con 12.000 sueldos. A cambio, el rey otorgó a los teyasenses unos privilegios que prometían la  inseparabilidad del término del poder real. Pero un siglo más tarde se rompe dicha promesa y un castellano llamado Fernando Rebolledo obtiene los derechos feudales sobre Teyá. El rey Fernando el Católico se tuvo que enfrentar con el poderoso resurgimiento remença (lucha de los campesinos contra el dominio feudal). La paz se consiguió con la Sentencia de Guadalupe (1480), en la que se abolieron todas las formas de dominio feudal y se preparó el camino hacia la acumulación de poder por parte del monarca. A partir de la Sentencia, en Teyá, como a otros muchos pueblos, se formó una universidad de vecinos cuya finalidad era la de conseguir su libertad.

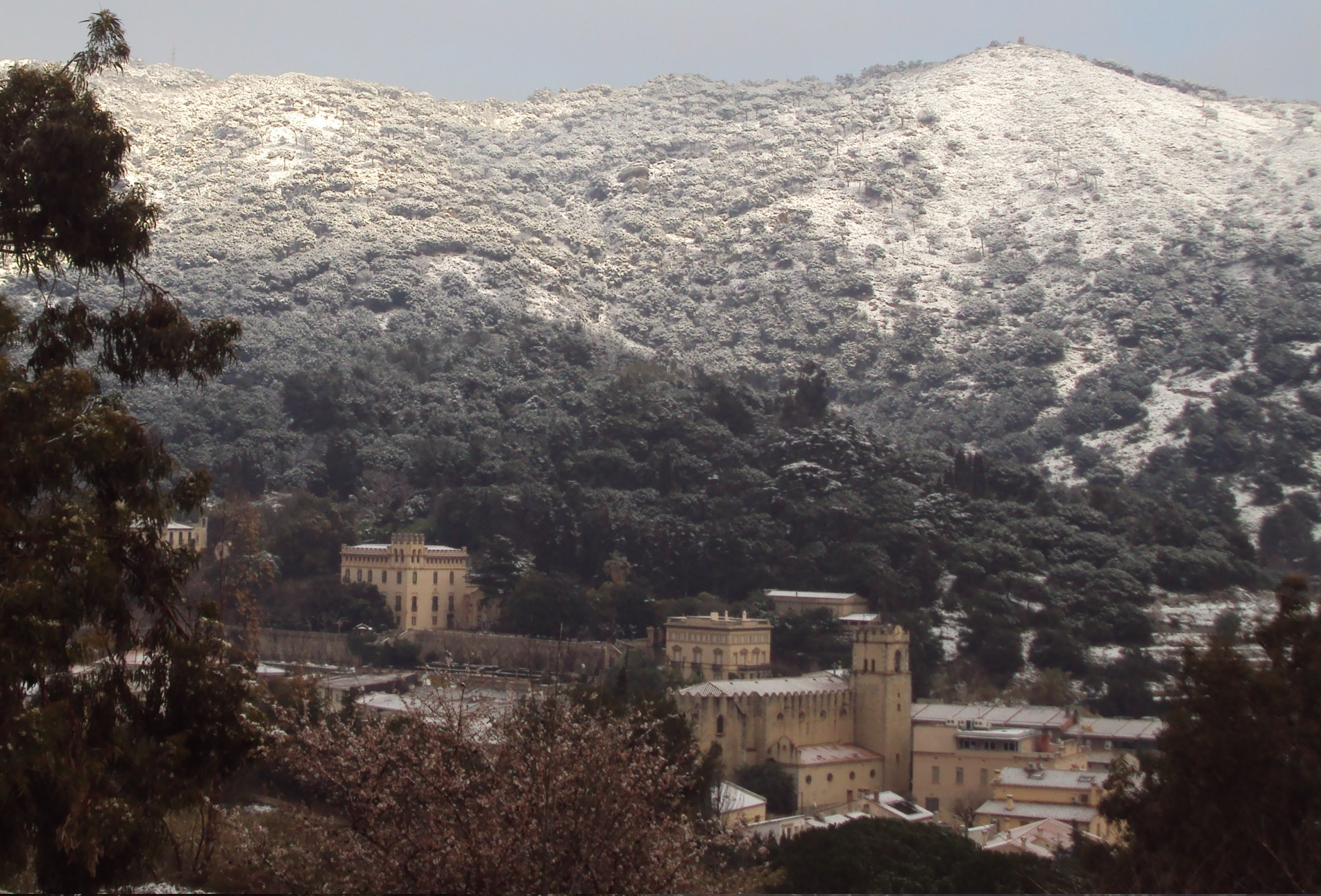
Teyá nevado. 22 de febrero de 2013

Los Privilegios de Teyá fueron firmados por el rey Fernando y por los vecinos más notables del pueblo en la Corte Real de Salamanca el 21 de noviembre de 1505. Los puntos principales de estos privilegios eran: Declaración de la inseparabilidad perpetua de la jurisdicción real, reglamento de instauración de los cargos municipales, dependencia jurídica de la Veguería de Barcelona y potestad para imponer impuestos municipales. Pere Noguera fue el primer alcalde electo e inició una forma de gobierno municipal que duró hasta el Decreto de la Nueva Planta (1714).
En 1769 se empezaron los trámites de la construcción de la iglesia del barrio marítimo de Masnou, en 1817 se creó la Vicaría Perpetua, separada de la de Teià y, finalmente, en 1825 Masnou se segregó de Teià formando un municipio independiente.

## Demografía
Teyá cuenta con una población de 6818 habitantes (INE 2024).
| Gráfica de evolución demográfica de Teyá entre 1842 y 2021 |
| |
| Población de derecho según los censos de población del INE. Población de hecho según los censos de población del INE.En este censo se denominaba Tayá: 1842. En estos censos se denominaba Teyá: 1857, 1860, 1877, 1887, 1897, 1900, 1910, 1920, 1930, 1940, 1950, 1960 y 1970. |

## Gastronomía
Es típico de Teyá el relleno, un plato de fiesta mayor (11 de noviembre, San Martín) consistente en un guisado de manzanas rellenas con carne picada.

## Hermanamientos
- Massarosa, en la Toscana, Italia.